# KÍ Klaksvík (piłka nożna kobiet)
KÍ Klaksvík (pełna nazwa: Klaksvíkar Ídróttarfelag) – żeńska sekcja piłkarska klubu KÍ Klaksvík z miejscowości o tej samej nazwie. Aktualny mistrz Wysp Owczych i najbardziej utytułowana kobieca drużyna na archipelagu.

## Historia
Klub KÍ Klaksvík powstał 24 sierpnia 1904 roku, jednak piłkarską sekcję żeńską utworzono dopiero w 1985, podobnie, jak całą ligę kobiecą, 1. deild kvinnur. KÍ zajął wówczas drugie miejsce w tabeli grupy A z szesnastoma punktami na koncie (7 zwycięstw, 2 remisy, 1 porażka), czym zapewnił sobie prawo do gry w pierwszej lidze podczas kolejnego sezonu. Sukcesu nie udało się powtórzyć w sezonie kolejnym, kiedy klub zajął piąte miejsce oraz w następnym, kiedy zespół, przegrywając wszystkie mecze znalazł się na miejscu ostatnim. W kolejnych latach drużyna zajmowała coraz wyższe lokaty (szóste miejsce w 1988, czwarte w 1989 i 1990), by w latach 1991 oraz 1992 zostać wicemistrzem kraju. W latach 1993–1996 zajęła kolejno dwukrotnie miejsce trzecie, piąte oraz ponownie drugie, a pierwsze mistrzostwo archipelagu zdobyła w 1997. W 1996 KÍ Klaksvík po raz pierwszy został finalistą Pucharu Wysp Owczych, ulegając w ostatnim meczu HB Tórshavn 3:1.
W sezonie 1997 KÍ Klaksvík po raz pierwszy został mistrzem Wysp Owczych kobiet, wygrywając jedenaście z czternastu spotkań. W finale Pucharu Wysp Owczych zmierzył się wówczas z B36 Tórshavn, któremu uległ 5:1. W roku 1998 drużyna zakończyła sezon na pozycji trzeciej w ligowej tabeli, zaś rok później na czwartej (ostatniej po rezygnacji z udziału EB/Streymur oraz LÍF Lervík. Sytuacja zmieniła się po roku 2000, od którego, po 2014 klub zdobywa co roku mistrzostwo Wysp Owczych. Sytuacja podobnie wygląda w Pucharze, który po raz pierwszy trafił w ręce zawodniczek w roku 2000, po wygranej z HB Tórshavn 2:0. Od tamtej pory KÍ Klaksvík zwyciężył jedenaście razy, ulegając jedynie HB Tórshavn w 2001, B36 Tórshavn w 2005 oraz AB Argir w 2009.
Klub regularnie bierze udział w rozgrywkach Ligi Mistrzów Kobiet, dotychczas jednak nie udało mu się jednak uzyskać promocji z rundy eliminacyjnej.

## Sukcesy

### Krajowe
- Mistrzostwa Wysp Owczych:
  - 1. miejsce (23): 1997, 2000, 2001, 2002, 2003, 2004, 2005, 2006, 2007, 2008, 2009, 2010, 2011, 2012, 2013, 2014, 2015, 2016, 2019, 2020, 2021, 2022, 2023
  - 2. miejsce (4): 1985 (wraz z EB/Streymur), 1991, 1992, 1996
- Puchar Wysp Owczych:
  - Zdobywca (16): 2000, 2002, 2003, 2004, 2006, 2007, 2008, 2010, 2011, 2012, 2013, 2014, 2015, 2016, 2020, 2022
  - Finalista (6): 1996, 1997, 1999, 2001, 2005, 2009

### Indywidualne
- Królowa strzelców (15):
  - 1992 – Malan Klakkstein
  - 1997 – Rannvá Andreasen
  - 1998 – Rannvá Andreasen
  - 2001 – Kristina Eyðbjørnsdóttir
  - 2002 – Rannvá Andreasen
  - 2003 – Rannvá Andreasen
  - 2004 – Rannvá Andreasen
  - 2005 – Malena Josephsen
  - 2007 – Malena Josephsen
  - 2008 – Rannvá Andreasen
  - 2009 – Rannvá Andreasen
  - 2010 – Rannvá Andreasen
  - 2011 – Rannvá Andreasen
  - 2012 – Rannvá Andreasen
  - 2015 – Maria Thomsen
- Zawodniczka roku:
  - 2010: Rannvá Andreasen[8]
  - 2012: Rannvá Andreasen[9]
- Młoda zawodniczka roku:
  - 2010: Maria Thomsen[8]
- Bramkarz roku:
  - 2010: Randi Wardum[8]
  - 2014: Randi Wardum[10]
- Obrońca roku:
  - 2014: Malena Josephsen[10]
  - 2013: Malena Josephsen[11]
- Trener roku:
  - 2014: Alexander Djordjević[10]

## Zawodniczki
Stan na mecz z HB Tórshavn 20 marca 2016
| Nr | Poz. | Piłkarz           |
| -- | ---- | ----------------- |
| 1  | BR   | Randi á Bergi     |
| 16 | BR   | Ana Ivanov        |
| 4  | OB   | Katrina Akursmørk |
| 7  | OB   | Ragna Patawary    |
| 15 | OB   | Lisa Joensen      |
| 18 | OB   | Marjun á Lakjuni  |
| 20 | OB   | Bára Klakstein    |
| 3  | PO   | Liljan Jacobsen   |

| Nr | Poz. | Piłkarz               |
| -- | ---- | --------------------- |
| 9  | PO   | Rannvá Andreasen      |
| 10 | PO   | Maria Thomsen         |
| 11 | PO   | Sigrun Sirdal         |
| 12 | PO   | Gudny Johannesen      |
| 13 | PO   | Amanda Johannessen    |
| 14 | PO   | Annika Ragna Petersen |
| 8  | NA   | Malena Josephsen      |
| 17 | NA   | Sigrid Jacobsen       |

## Dotychczasowi trenerzy
Dotychczas następujący trenerzy prowadzili drużynę KÍ Klaksvík:
- 1995:  Bára Klakstein
- 1996:  Manni Høgnesen
- 1998:  Jón Harald Poulsen
- 2001–2006:  Jón Harald Poulsen
- 2007–2010:  Aleksandar Djordjević
- 2011:  Erik Ernesto Nielsen
- 2012–2014:  Aleksandar Djordjević
- od 2016:  Aleksandar Jovević